# NCAA Division I 2006 (pallavolo maschile)
La NCAA Division I 2007 si è svolta dal 4 al 6 maggio 2006: al torneo hanno partecipato 4 squadre di pallavolo universitarie e la vittoria finale è andata per la seconda volta alla UC Los Angeles.

## Squadre partecipanti
- 01)  UC Irvine
- 02)  UC Los Angeles
- 03)  IPFW
- 04)  Penn State

## Final Four
|  | Semifinali 4 maggio | Semifinali 4 maggio | Semifinali 4 maggio |                |   | Finale 6 maggio | Finale 6 maggio | Finale 6 maggio |  |
|  |                     |                     |                     |                |   |                 |                 |                 |  |
|  | 1                   | UC Irvine           | 2                   |                |   |                 |                 |                 |  |
|  | 1                   | UC Irvine           | 2                   |                |   |                 |                 |                 |  |
|  | 4                   | Penn State          | 3                   |                |   |                 |                 |                 |  |
|  | 4                   | Penn State          | 3                   |                | 4 | Penn State      | 0               |                 |  |
|  |                     |                     |                     |                | 4 | Penn State      | 0               |                 |  |
|  |                     |                     | 2                   | UC Los Angeles | 3 |                 |                 |                 |  |
|  | 2                   | UC Los Angeles      | 2                   | UC Los Angeles | 3 | 3               |                 |                 |  |
|  | 2                   | UC Los Angeles      |                     |                |   |                 |                 |                 |  |
|  | 3                   | IPFW                | 0                   |                |   |                 |                 |                 |  |

### Semifinali
| 4 maggio Rec Hall, State College | UC Irvine      | 2 - 3 | Penn State | 30-32, 23-30, 33-31, 30-27, 13-15 |
| 4 maggio Rec Hall, State College | UC Los Angeles | 3 - 0 | IPFW       | 30-25, 30-23, 30-28               |

### Finale
| 6 maggio Rec Hall, State College | Penn State | 0 - 3 | UC Los Angeles | 27-30, 27-30, 27-30 |

## Premi individuali
Al termine della finale viene assegnato il premio di Most Outstanding Player al miglior giocatore della finale e vengono eletti i sei giocatori che fanno parte dell'All-Tournament Team.
| Premio                  | Giocatrice       | Squadra        |
| ----------------------- | ---------------- | -------------- |
| Most Outstanding Player | Steve Klosterman | UC Los Angeles |
| All-Tournament Team     | Damien Scott     | UC Los Angeles |
| All-Tournament Team     | Dennis Gonzalez  | UC Los Angeles |
| All-Tournament Team     | Dan O’Dell       | Penn State     |
| All-Tournament Team     | Matt Proper      | Penn State     |
| All-Tournament Team     | Nate Meerstein   | Penn State     |
| All-Tournament Team     | Jayson Jablonsky | UC Irvine      |